# Liste der Kulturdenkmale in Lensahn
In der Liste der Kulturdenkmale in Lensahn sind alle Kulturdenkmale der schleswig-holsteinischen Gemeinde Lensahn (Kreis Ostholstein) und ihrer Ortsteile aufgelistet (Stand: 10. März 2025).

## Legende
In den Spalten befinden sich folgende Informationen:
- Objekt-ID: die Nummer des Kulturdenkmales
- Lage: die Adresse des Kulturdenkmales und die geographischen Koordinaten. Kartenansicht, um Koordinaten zu setzen. In der Kartenansicht sind Kulturdenkmale ohne Koordinaten mit einem roten Marker dargestellt und können in der Karte gesetzt werden. Kulturdenkmale ohne Bild sind mit einem blauen Marker gekennzeichnet, Kulturdenkmale mit Bild mit einem grünen Marker.
- Offizielle Bezeichnung: Bezeichnung des Kulturdenkmales
- Beschreibung: die Beschreibung des Kulturdenkmales
- Bild: ein Bild des Kulturdenkmales

## Sachgesamtheiten
| Objekt-ID      | Lage                                                 | Offizielle Bezeichnung      | Beschreibung | Bild                             |
| -------------- | ---------------------------------------------------- | --------------------------- | --- | -------------------------------- |
| 52121          | Eutiner Straße 25a, 25 (54° 13′ 8″ N, 10° 52′ 54″ O) | Altes Doktorhaus            | Altes Doktorhaus; 1792; Einheit aus ehem. Arztwohnhaus und Nebengebäude mit Hofpflaster, das Wohnhaus, ein eingeschossiger traufständiger Backsteinbau mit Halbwalmdach, das Nebengebäude, ein quer dazu stehendes Fachwerkgebäude mit Backsteinausfachung und reetgedecktem Walmdach; mit Hofpflaster - Begründung: geschichtlich, städtebaulich - Schutzumfang: Altes Doktorhaus (Eutiner Straße 25), Nebengebäude mit Hofpflaster (Eutiner Straße 25a) | BW                               |
| 50878          | Eutiner Straße 36, 38 (54° 13′ 1″ N, 10° 52′ 28″ O)  | ehem. Oberförsterei Lensahn | Oberförsterei Lensahn; Wohnhaus zwischen 1795 und 1836 errichtet, 1920 umgebaut, Nebenwohnhaus 1911; Forsthofensemble aus klassizistischem Backsteinbreitbau mit hartem Mansardwalmdach, giebelständigem Nebenwohnhaus aus Backstein und rückwärtigem, giebelständigem Stall - Begründung: geschichtlich, städtebaulich, Kulturlandschaft prägend - Schutzumfang: Wohnhaus mit Stall (Eutiner Straße 36), Nebenwohnhaus (Eutiner Straße 38)               | BW                               |
| 40723 Wikidata | Eutiner Straße (54° 13′ 14″ N, 10° 53′ 6″ O)         | Kirche St. Katharinen       | Aktualisierung vorgesehen - Begründung: geschichtlich, künstlerisch, städtebaulich, Kulturlandschaft prägend - Schutzumfang: Kirche St. Katharinen mit Ausstattung, Kirchhof, Grabmale bis 1870, Lindenreihe (Eutiner Straße); Pastorat (Eutiner Straße 6) | weitere Fotos \| Fotos hochladen |

## Bauliche Anlagen
| Objekt-ID      | Lage                                                 | Offizielle Bezeichnung                        | Beschreibung | Bild            |
| -------------- | ---------------------------------------------------- | --------------------------------------------- | --- | --------------- |
| 30113          | Am Mühlenholz 3 (54° 12′ 59″ N, 10° 52′ 37″ O)       | Villa                                         | Villa; 1922; eingeschossiger Backsteinbau mit dreiachsigem übergiebeltem Zwerchhaus mit vorgestelltem, halbrunden Säulenportikus mit Altan, Mansardhalbwalmdach; mit Vorgarten - Begründung: geschichtlich, künstlerisch, städtebaulich - Schutzumfang: Villa, Vorgarten - Denkmaltyp: Bauliche Anlage | BW              |
| 3375 Wikidata  | Am Mühlenholz 5 – 7 (54° 12′ 56″ N, 10° 52′ 35″ O)   | ehemaliges Amtshaus mit Flügelbauten          | Alteintragung (Aktualisierung vorgesehen) - Begründung: geschichtlich, künstlerisch, städtebaulich, Kulturlandschaft prägend - Schutzumfang: gesamtes Äußeres - Denkmaltyp: Bauliche Anlage | BW              |
| 30114          | Bäderstraße 15 (54° 13′ 10″ N, 10° 53′ 18″ O)        | Wohn- und Geschäftshaus                       | Wohn- und Geschäftshaus; 1923, Architekt Friedrich Fuchs; dreigeschossiger Backsteinbau im Heimatschutzstil, Mansardwalmdach - Begründung: geschichtlich, künstlerisch, städtebaulich - Schutzumfang: gesamtes Objekt - Denkmaltyp: Bauliche Anlage | BW              |
| 30115          | Bäderstraße23 - 25 (54° 13′ 7″ N, 10° 53′ 23″ O)     | Instenhaus „Fiefhusenkate“                    | Instenhaus „Fiefhusenkate“; Anfang 20. Jahrhundert; eingeschossiger, traufständiger Backsteinbau mit übergiebeltem Mittelrisalit, reetgedecktes Satteldach - Begründung: geschichtlich, städtebaulich - Schutzumfang: gesamtes Objekt - Denkmaltyp: Bauliche Anlage | BW              |
| 5154 Wikidata  | Eutiner Straße 6 (54° 13′ 12″ N, 10° 53′ 2″ O)       | Pastorat                                      | Alteintragung (Aktualisierung vorgesehen) - Begründung: geschichtlich, künstlerisch, städtebaulich - Schutzumfang: Alteintragung (Aktualisierung vorgesehen) - Denkmaltyp: Bauliche Anlage, Sachgesamtheit: Kirche St. Katharinen | BW              |
| 30073          | Eutiner Straße 25 (54° 13′ 1″ N, 10° 52′ 28″ O)      | Altes Doktorhaus                              | Altes Doktorhaus; 1792; eingeschossiger Backsteinbreitbau des Klassizismus, pfannengedecktes Halbwalmdach; mit Nebengebäude und Hofpflaster - Begründung: geschichtlich, städtebaulich - Schutzumfang: gesamtes Objekt - Denkmaltyp: Bauliche Anlage, Sachgesamtheit: Altes Doktorhaus | BW              |
| 30118          | Eutiner Straße 36 (54° 13′ 1″ N, 10° 52′ 28″ O)      | Wohnhaus                                      | Wohnhaus; zwischen 1795 und 1836 errichtet, 1920 umgebaut; klassizistischer Backsteinbreitbau, eingeschossig mit hartem Mansardwalmdach - Begründung: geschichtlich, städtebaulich, Kulturlandschaft prägend - Schutzumfang: Wohnhaus, Stall - Denkmaltyp: Bauliche Anlage, Sachgesamtheit: ehem. Oberförsterei Lensahn | BW              |
| 30121          | Eutiner Straße 40 (54° 12′ 59″ N, 10° 52′ 22″ O)     | Revierförsterei                               | Revierförsterei; 1908; mehrteiliger Baukörper aus Backsteinsockel, verputzten Fassadenflächen und Fachwerk in den Obergeschossen der Risalite, Walm- und Schopfwalmdach - Begründung: geschichtlich, künstlerisch, Kulturlandschaft prägend - Schutzumfang: gesamtes Objekt - Denkmaltyp: Bauliche Anlage | BW              |
| 30122          | Eutiner Straße 42 (54° 12′ 59″ N, 10° 52′ 20″ O)     | Wohnhaus                                      | Wohnhaus; 1901; eingeschossiger Backsteinbreitbau mit zwei giebelständigen Risaliten mit Satteldach, pfannengedecktes Walmdach - Begründung: geschichtlich, städtebaulich - Schutzumfang: gesamtes Objekt - Denkmaltyp: Bauliche Anlage | BW              |
| 30123          | Eutiner Straße 54 (54° 12′ 57″ N, 10° 52′ 8″ O)      | ehem. Wegewärterhaus                          | ehem. Wegewärterhaus; 1848; eingeschossiger traufständiger Backsteinbau mit zweigeschossigem, übergiebeltem Mittelrisalit, hartes Schopfwalmdach - Begründung: geschichtlich, städtebaulich - Schutzumfang: gesamtes Objekt - Denkmaltyp: Bauliche Anlage | BW              |
| 3946 Wikidata  | Eutiner Straße (54° 13′ 14″ N, 10° 53′ 6″ O)         | Kirche St. Katharinen mit Ausstattung         | Alteintragung (Aktualisierung vorgesehen) - Begründung: geschichtlich, künstlerisch, städtebaulich - Schutzumfang: gesamtes Objekt - Denkmaltyp: Bauliche Anlage, Sachgesamtheit: Kirche St. Katharinen | Fotos hochladen |
| 20997          | Eutiner Straße (54° 13′ 13″ N, 10° 53′ 3″ O)         | Denkmal Großherzog N. F. P. von Oldenburg     | Denkmal Herzog Peter II. (Nikolaus Friedrich Peter) von Oldenburg; 1903, Bronzerelief von Bildhauer Harro Magnussen; zweiteiliges Denkmal aus einem großen Findling mit bronzenem Portraitmedaillon auf einem pyramidalem Sockel aus kleineren z.T. gravierten Findlingen mit marmorner Inschriftentafel - Begründung: geschichtlich, künstlerisch, städtebaulich - Schutzumfang: gesamtes Objekt - Denkmaltyp: Bauliche Anlage | BW              |
| 964 Wikidata   | Gut Petersdorf (54° 14′ 7″ N, 10° 52′ 5″ O)          | Gut Petersdorf: Herrenhaus                    | Alteintragung (Aktualisierung vorgesehen) - Begründung: Alteintragung (Aktualisierung vorgesehen) - Schutzumfang: Alteintragung (Aktualisierung vorgesehen) - Denkmaltyp: Bauliche Anlage | Fotos hochladen |
| 965 Wikidata   | Gut Petersdorf (54° 14′ 8″ N, 10° 52′ 8″ O)          | Gut Petersdorf: Torhaus                       | Alteintragung (Aktualisierung vorgesehen) - Begründung: Alteintragung (Aktualisierung vorgesehen) - Schutzumfang: Alteintragung (Aktualisierung vorgesehen) - Denkmaltyp: Bauliche Anlage | Fotos hochladen |
| 10957 Wikidata | Gut Petersdorf (54° 14′ 7″ N, 10° 52′ 9″ O)          | Gut Petersdorf: Wagenschuppen                 | Alteintragung (Aktualisierung vorgesehen) - Begründung: Alteintragung (Aktualisierung vorgesehen) - Schutzumfang: Alteintragung (Aktualisierung vorgesehen) - Denkmaltyp: Bauliche Anlage | Fotos hochladen |
| 10958 Wikidata | Gut Petersdorf (54° 14′ 8″ N, 10° 52′ 2″ O)          | Gut Petersdorf: Eiskeller                     | Alteintragung (Aktualisierung vorgesehen) - Begründung: Alteintragung (Aktualisierung vorgesehen) - Schutzumfang: Alteintragung (Aktualisierung vorgesehen) - Denkmaltyp: Bauliche Anlage | BW              |
| 10959 Wikidata | Gut Petersdorf (54° 14′ 6″ N, 10° 52′ 12″ O)         | Gut Petersdorf: Burggraben und Mühlenteich    | Alteintragung (Aktualisierung vorgesehen) - Begründung: Alteintragung (Aktualisierung vorgesehen) - Schutzumfang: Alteintragung (Aktualisierung vorgesehen) - Denkmaltyp: Bauliche Anlage | BW              |
| 29878 Wikidata | Gut Petersdorf (54° 14′ 5″ N, 10° 52′ 7″ O)          | Gut Petersdorf: Burginsel und Umfassungsdämme | Alteintragung (Aktualisierung vorgesehen) - Begründung: Alteintragung (Aktualisierung vorgesehen) - Schutzumfang: Alteintragung (Aktualisierung vorgesehen) - Denkmaltyp: Bauliche Anlage | BW              |
| 10960 Wikidata | Gut Petersdorf (54° 14′ 9″ N, 10° 52′ 9″ O)          | Gut Petersdorf: nördliche Brücke              | Alteintragung (Aktualisierung vorgesehen) - Begründung: Alteintragung (Aktualisierung vorgesehen) - Schutzumfang: Alteintragung (Aktualisierung vorgesehen) - Denkmaltyp: Bauliche Anlage | Fotos hochladen |
| 5431 Wikidata  | Hofweg 24 (54° 12′ 31″ N, 10° 51′ 20″ O)             | Hof Lensahn: Torhaus                          | Alteintragung (Aktualisierung vorgesehen) - Begründung: Alteintragung (Aktualisierung vorgesehen) - Schutzumfang: Alteintragung (Aktualisierung vorgesehen) - Denkmaltyp: Bauliche Anlage | BW              |
| 8595 Wikidata  | Oldenburger Straße 13 (54° 15′ 10″ N, 10° 52′ 26″ O) | Scheune                                       | Scheune der ehem. Hohenradehufe; um 1830; eingeschossiger Fachwerkbau mit reetgedecktem Walmdach, Dreiständerbau mit doppeltem Vorschauer und Durchgangsdiele - Begründung: geschichtlich, Kulturlandschaft prägend - Schutzumfang: gesamtes Objekt - Denkmaltyp: Bauliche Anlage | BW              |
| 30137          | Oldenburger Straße 70 (54° 15′ 34″ N, 10° 52′ 34″ O) | Zweiständerscheune                            | Zweiständerscheune; vermutlich erste Hälfte 19. Jahrhundert; Außenmauern in Fachwerk, hohes Vollwalmdach - Begründung: geschichtlich, städtebaulich, Kulturlandschaft prägend - Schutzumfang: gesamtes Objekt - Denkmaltyp: Bauliche Anlage | BW              |

## Gründenkmale
| Objekt-ID      | Lage                                         | Offizielle Bezeichnung                              | Beschreibung | Bild |
| -------------- | -------------------------------------------- | --------------------------------------------------- | --- | ---- |
| 20994 Wikidata | Eutiner Straße (54° 13′ 14″ N, 10° 53′ 6″ O) | Kirchhof                                            | Alteintragung (Aktualisierung vorgesehen) - Begründung: geschichtlich, Kulturlandschaft prägend - Schutzumfang: Kirchhof, Grabmale bis 1870, Lindenreihe - Denkmaltyp: Gründenkmal, Sachgesamtheit: Kirche St. Katharinen                         | BW   |
| 39732          | Eutiner Straße (54° 13′ 13″ N, 10° 53′ 6″ O) | Gedenkeiche                                         | Gedenkeiche; gepflanzt 1897; Gedenkbaum; mit Gedenkstein mit der Inschrift zum Gedächtnis an den 100. Geburtstag Kaiser Wilhelms I. - Begründung: geschichtlich, städtebaulich - Schutzumfang: Gedenkeiche, Gedenkstein - Denkmaltyp: Gründenkmal | BW   |
| 10962 Wikidata | Gut Petersdorf (54° 14′ 6″ N, 10° 52′ 7″ O)  | Gut Petersdorf: Landschaftsgarten auf der Burginsel | Alteintragung (Aktualisierung vorgesehen) - Begründung: geschichtlich, künstlerisch, Kulturlandschaft prägend - Schutzumfang: gesamtes Objekt - Denkmaltyp: Gründenkmal                                                                           | BW   |
| 10963 Wikidata | Gut Petersdorf (54° 14′ 9″ N, 10° 52′ 6″ O)  | Gut Petersdorf: westliche Dammallee (Linden)        | Alteintragung (Aktualisierung vorgesehen) - Begründung: geschichtlich, Kulturlandschaft prägend - Schutzumfang: gesamtes Objekt - Denkmaltyp: Gründenkmal                                                                                         | BW   |

## Quelle
- Liste der Kulturdenkmale in Schleswig-Holstein – Kreis Ostholstein (PDF)

- Karte mit allen Koordinaten:
- OSM |
- WikiMap